# Friesdorf (Bonn)
Friesdorf ist ein Ortsteil der Bundesstadt Bonn am nördlichen Rand des Stadtbezirks Bad Godesberg. Nach Norden ist Friesdorf durch die unbebaute Trasse für eine nicht mehr mögliche Verlängerung der A 562 begrenzt, nach Osten durch die B 9, nach Süden endet der Ortsteil ca. 150 Meter hinter der Hochkreuzallee, nach Westen am Rheinhöhenweg.

## Geschichte
Bereits zur Römerzeit gab es eine Villa in Friesdorf, deren Reste 1954 entdeckt wurden. Der Fund eines Altarsteines des römischen Kaisers Gordian III. stammt aus dem 3. Jahrhundert n. Chr. Außerdem fand man 1969 und 2010 ein fränkisches Gräberfeld aus dem 9. Jahrhundert sowie mögliche Siedlungsreste der Kelten.
Eine Kapelle wird 1274 urkundlich erwähnt, wenig später auch die erste Pfarrkirche.

### Entstehung des Ortsnamens
Die Entstehung des Ortsnamens „Friesdorf“ ist umstritten. Er findet sich in der karolingischen Zeit in der Form von „Fritigestorp“ (Dorf des Fritigiso). 1174 heißt es „Fritisdorf“. Im Liber valoris um 1200 „Vryetsdorp“, „Frederisdorp“. Heinrich Merck, Pfarrer in Friesdorf von 1836 bis 1853, nach dem heute eine Straße in Friesdorf benannt ist, berichtete in seinen Schriften: „Der Name des Dorfes Friesdorf stammt höchstwahrscheinlich von einem ehemaligen römischen Kriegsobersten Frisius.“
Der Godesberger Heimatforscher und Professor für Ägyptologie an der Universität Bonn, Alfred Wiedemann, führt dagegen in seiner Geschichte Godesbergs und seiner Umgebung (1920) den Namen Friesdorf auf einen fränkischen Personennamen zurück, wobei er sich auf Urkunden des Münsterkapitels zu Bonn zwischen 819 und 842 beruft, in denen der Ortsnamen „Fritigiso villa“ erscheint. Fritigiso ist ebenso wie Rinnigiso, nach dem Rüngsdorf seinen Namen erhielt, ein fränkischer Personenname.
In Die Bonner Urkunden des frühen Mittelalters zitiert Wilhelm Levison zu Friesdorf: „In pago Bonnensis in villa quae dicitur Fritigesdorp“ (Urkunden aus den Jahren 722/23, 794/95 und 873).
Eine Urkunde des Bonner Cassiusstifts, dem der Zehnte in Friesdorf zustand, aus den Jahren 819 bis 841 lautet: „Ego in Dei nomine Alvard (et)c. dono ad ecclesiam sive ad reliquias santi Remidii, quae est constructa in villa Basilica et ubi praeesse Hathabaldus primae sedis Agrippinensium civatis episcopus, vineam in pago Bonnensis in marca, cognominatur Fristorp.“ (Im Namen Gottes schenke ich, Alvard, der Kirche, die in der villa Basilika errichtet ist und in der der Kölner Bischof Hathabaldus Vorsteher ist, sowie den Reliquien des heiligen Remigius einen Weinberg in der Gemarkung Friesdorf).

### Neuzeit
1670 umfasste Friesdorf 69 Häuser. Um 1900 war Friesdorf ein armer Ort mit unterentwickelter Infrastruktur zwischen Bonn und Godesberg. Im Zuge des Wachstums beider Städte sollte Friesdorf in eine der beiden eingegliedert werden, wogegen sie sich wegen der damit verbundenen Kosten zunächst wehrten. Am 1. Juli 1904 wurde Friesdorf mit einer Fläche von 510 ha schließlich nach Godesberg eingemeindet und 1969 durch die Eingemeindung von Bad Godesberg zum Ortsteil von Bonn. Die Gemarkung Friesdorf in den Grenzen der ehemaligen Gemeinde besteht bis heute.
Der barocke Kirchenbau mit romanischem Turm wurde Ende des 19. Jahrhunderts durch eine neugotische Kirche ersetzt, die zwischen 1886 und 1891 durch die Bonner Architektenfirma „Becker & Böhm“ errichtet wurde. Die feierliche Konsekration fand am 20. Juli 1891 durch Weihbischof Anton Fischer statt, den späteren Kardinal und Erzbischof von Köln. Diese Kirche wurde 1944 bei einem Luftangriff zerstört, 1949 wieder aufgebaut und erweitert. Die selbstständige Pfarrgemeinde St. Servatius leiteten von 1981 bis 2010 indische Patres des Ordens Carmelites of Mary Immaculate.
1880 wurde in Friesdorf die erste genossenschaftlich organisierte Bank im Landkreis Bonn gegründet.
In Friesdorf entstand 1949/50 das erste und einzige gemeinsame Wohnungsbauprojekt (101 Wohneinheiten) der Alliierten Hohen Kommission zur Unterbringung ihrer Mitarbeiter. Heute leben etwa 8300 Einwohner in Friesdorf. Der Anteil von Kindern und Jugendlichen ist überdurchschnittlich. Mehr als 65 % der Bevölkerung ist jünger als 60 Jahre. Der Ortskern verfügt über zahlreiche Geschäfte und Dienstleister.
Einwohnerentwicklung
| Jahr | Einwohner |
| ---- | --------- |
| 1816 | 601       |
| 1828 | 703       |
| 1843 | 819       |
| 1885 | 1368      |

## Öffentliche Einrichtungen
- ein Freibad, genannt „das Friesi“,[12] und an der Straße „Am Weckhasen“ ein großer Spielplatz mit städtischem Spielhaus und einer Erzieherin
- zwei Ganztags-Grundschulen (OGS), zwei Kindergärten und zwei Kindertagesstätten
- eine Begegnungsstätte mit Mittagstisch im Nachbarschaftszentrum der AWO[13]
- die Servatiushalle als Mehrzweckhalle
- ein großer Platz im Ortszentrum (Klufterplatz) mit Brunnen und Außengastronomie (Eisdiele)
- die Servatiuskirche und der anliegende Pfadfinderstamm Graf Galen der DPSG

## Denkmäler im Ortsteil
Turmhaus

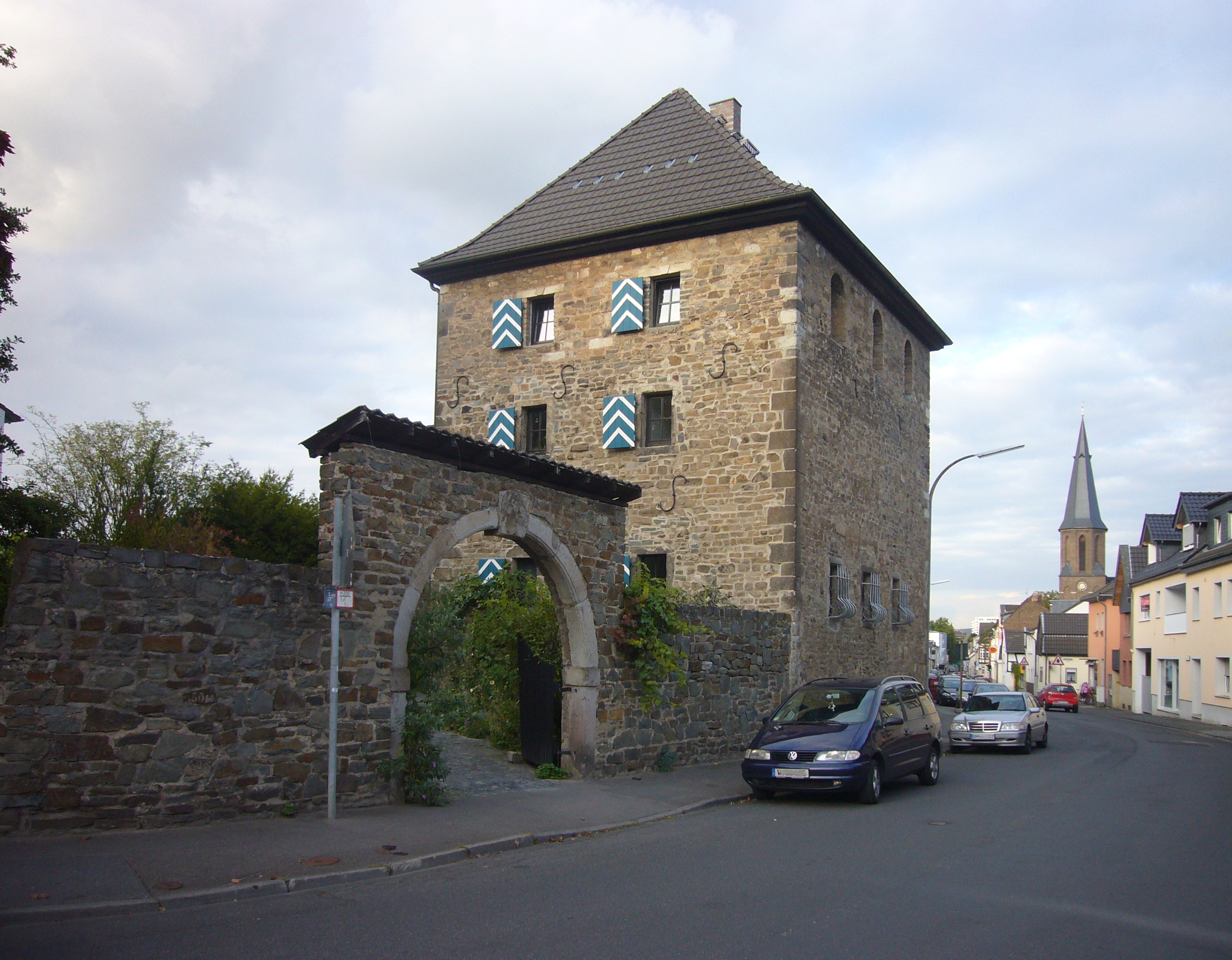
Das Turmhaus in Friesdorf

Das Turmhaus stammt aus dem 12. Jahrhundert. Es ist eines der ältesten Wohnhäuser im Rheinland und seine Mauern sind im Basaltfundament bis zu zwei Meter dick. Es war wohl anfangs der adlige Sitz der Ritter von Friesdorf, die zuerst 1139 und zuletzt 1328 urkundlich genannt wurden. Das Turmhaus wurde früher Turmhof genannt, weil zum Wohnhaus Wirtschaftsgebäude gehörten. Auch die alte Kirche Friesdorfs stand dort bis 1888 und der Friedhof lag daneben. Im 14. Jahrhundert kam das Turmhaus in das Eigentum der Benediktinerabtei Siegburg. Der Verwalter war einer der sog. Viermänner, die den Kottenforst beaufsichtigten. Die Abtei Siegburg vergab den Turmhof als Lehen. Das Lehen war begehrt, weil mit dem Ritterhof ein Sitz im kurkölnischen Landtag verbunden war. Ende 1944 wurde das Turmhaus durch eine Luftmine schwer beschädigt und als Wohnhaus wieder aufgebaut.

## Friesdorfer Park
1917 gründete Max Hermann Loebner (1869–1947) hier seine Gärtnerische Versuchsanstalt. Die Botaniker sichteten Sortimente und züchteten durch Auslese und Kreuzungen von Handelspflanzen neue Kulturen. 1931 kam die „Gärtnerlehranstalt“ hinzu; auch „Gärtnerische Winterschule“ genannt. 1967 fand die letzte größere Umgestaltung des Schulgartens statt, der 1979 in das Ausstellungskonzept der Bundesgartenschau eingebunden wurde. Der besondere Pflanzenbestand aus fremden Lebensräumen war als Kontrapunkt zur Rheinauenlandschaft gedacht.
Nachdem 1986 die Lehr- und Versuchsanstalt Friesdorf nach Köln-Auweiler umgezogen war, verwilderte der Garten zusehends. Sogar von Plünderungen wird berichtet. 1994 stellten die Landschaftsarchitekten Raderschall, Möhrer und Peters das „Parkpflegewerk Friesdorf“ vor. Auf seiner Grundlage konnte der Gartenraum mit einem Schwerpunkt auf der Bepflanzung wieder hergerichtet werden. Ursprünglich orientierte sich die zentrale Achse auf das Eingangsgebäude. Heute wird der Park von der Heinemannstraße aus betreten, wo den Besucher transparente Rankgitter-Pavillons und Info-Tafeln empfangen.

## Das größte Fest in Friesdorf
Das Kirchweihfest oder die Friesdorfer Kirmes
Alljährlich Mitte Mai wird die Friesdorfer Kirmes gefeiert. Der Ursprung der heutigen Kirmes ist das Kirchweihfest, in Friesdorf am 13. Mai, das Fest des hl. Servatius. Schon im Jahre 1378 wird im Liber valoris, dem Verzeichnis der Kirchengüter, die Kapelle des hl. Servatius zu Erucht (in der Nähe des Klufterhofes) erwähnt. 1789 verlegte, nach Abbruch der baufällig gewordenen Klufterkapelle, der Kölner Erzbischof Max Franz das Wallfahrtsfest des hl. Servatius in die Pfarrkirche. Am Patronatsfest des hl. Servatius, am 13. Mai 1886, wurde der Grundstein für die neue Kirche an der Annaberger Straße gelegt. Die Holzstatue des hl. Servatius aus der alten Pfarrkirche am Turmhaus wurde 1926 auf dem Speicher der neuen Pfarrkirche wiederentdeckt, sie überdauerte die Kriegszeit und erstrahlt heute wieder im alten Glanze. Das Reliquiar des hl. Servatius wird am Kirchweihfest in der Pfarrkirche zur Verehrung ausgestellt.
Die Verbindung zwischen Kirchweihfest und weltlicher Kirmes wurde nach 1961 gelöst. Bis zu diesem Zeitpunkt wurde am Kirmessonntag unter Mitwirkung der Friesdorfer Vereine in der Pfarrkirche ein feierliches Hochamt gefeiert. Die Pfarrgeistlichkeit wurde am Pfarrhaus mit Blasmusik abgeholt und in die Kirche geleitet. Nach dem Hochamt lud der Pastor die Vorstandsmitglieder der beteiligten Vereine ins Pfarrhaus zu einem kleinen Umtrunk ein. Nach dem Ende des Hochamtes, gegen 11 Uhr wurde auf dem „Waasem“, dem heutigen Klufterplatz, der Kirmestrubel eröffnet. Am Kirmesmontagmorgen wurde eine hl. Messe für die Lebenden und Verstorbenen der Vereine gelesen, anschließend zogen Pfarrgeistlichkeit und Vereinsmitglieder mit Fahnen und Blasmusik in den Festsaal, wo der musikalische Frühschoppen eröffnet wurde. Der Zacheies, von Zachäus dem Zöllner (ein ausgestopfter Strohmann), wurde am Kirmessamstagabend an den Vereinsgaststätten an einem Maibaum (Birke) aufgehängt und am Mittwoch nach Kirmes feierlich verbrannt. In der Gegenwart wurde der erfolgreiche Versuch unternommen, die alten Traditionen wieder aufzunehmen. (Dies wurde von 1998 bis 2009 sehr erfolgreich von dem Förderverein Ortsausschuss Friesdorf, der DPSG Bad Godesberg und der KG Kleffbotze Friesdorf durchgeführt und wird seit 2010 durch den Ortsausschuss Friesdorf 1929 e. V. und die Friesdorfer Vereine veranstaltet).

## Wappen

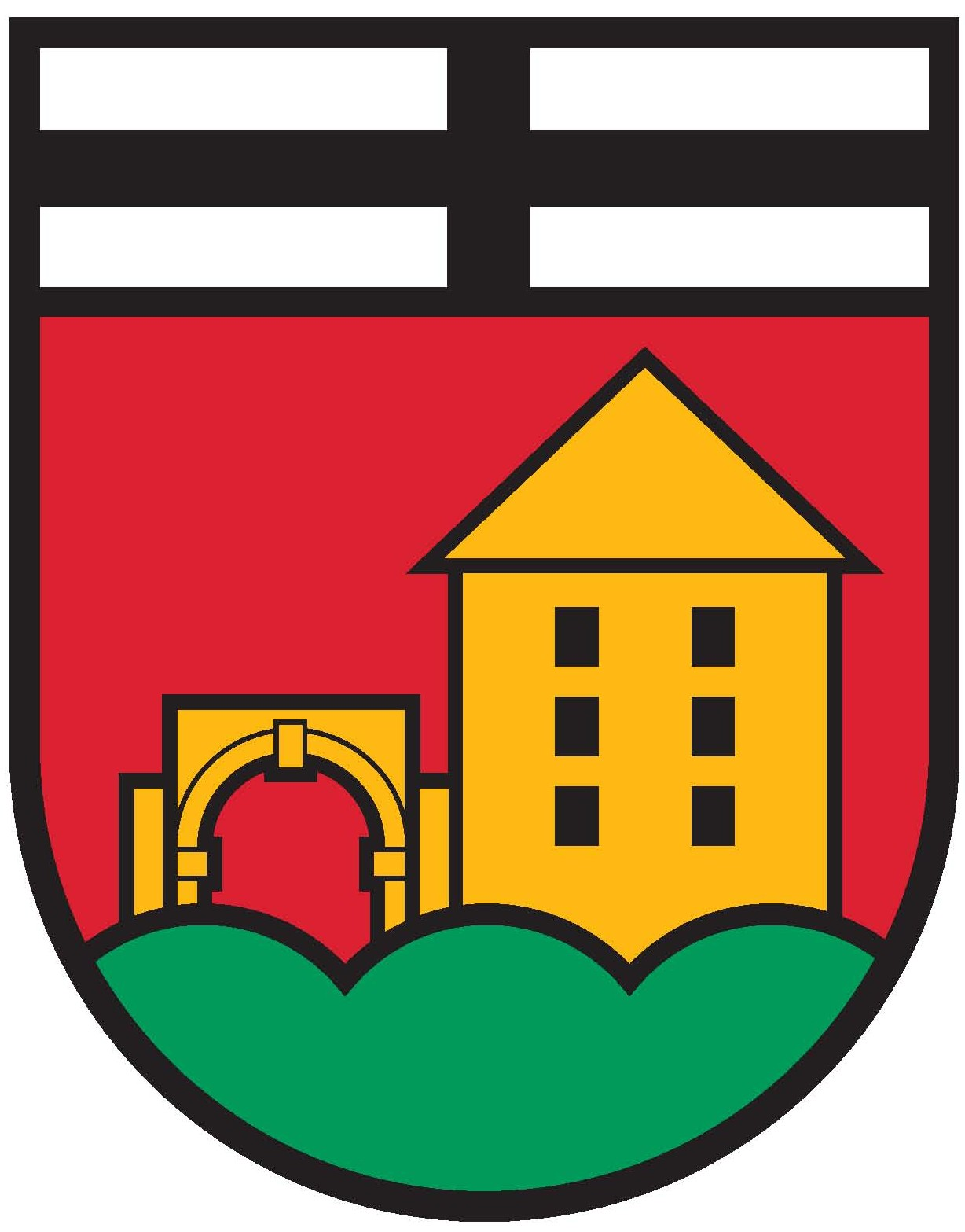
Wappen von Friesdorf

Blasonierung: In Rot über grünem Dreiberg ein goldenes (gelbes) Haus mit spitzem Dach und 6 Fenstern (3:2). Rechts ein angebauter goldener (gelber) Torbogen mit Schlussstein. Darüber in ganzer Breite das Kurkölnische Kreuz in schwarz auf weißem Grund. Drei grüne Erhebungen Klufterberg, Annaberg und Kahlenberg, die Friesdorfer Berge.
Das Turmhaus an der Annaberger Straße 216 ist eines der ältesten festen Häuser im Rheinland.
Möglicherweise erste Urkunde von 1139. Das Turmhaus als Sitz der Friesdorfer Ritter soll an den möglichen Namensgeber des Ortes erinnern. Der große Rundbogen in der Umfassungsmauer, durch den man von der Annaberger Straße aus auf das Besitztum gelangt, wurde 1777 errichtet. Der Rundbogen ist nicht verschlossen und soll Symbol für die Offenheit des Ortes sein. Das Kurkölnische Kreuz steht für die ursprüngliche Zugehörigkeit des Ortes zum Kurfürstentum Köln. Gelb und Rot sind die Farben von Bad Godesberg.
(Idee und Ausführung Wolfgang Kleile und Alfred Giersberg)

## Persönlichkeiten
- Eugen Pfeifer (1848–1915), Zuckerfabrikant (Pfeifer & Langen) und Gutsbesitzer (Gut Annaberg), Vorsitzender des Vereins der Deutschen Raffinerien sowie Aktionär bei der Gasmotoren-Fabrik Deutz AG und dort auch im Aufsichtsrat. Er war verheiratet (1876) mit Paula Maria Pfeifer, geb. Schnitzler (1855–1949). Das Ehepaar Pfeifer waren wohltätige Stifter (Paula-Maria-Stift) in Friesdorf.
- Max Hermann Loebner (1869–1947), Gründer der (ehemaligen) Gärtnerischen Lehr- und Versuchsanstalt Friesdorf von 1917
- Wilhelm Weinreis (1872–1906), in Friesdorf geborener Architekt
- Toni Wolter (1875–1929), Maler der Düsseldorfer Schule, in Friesdorf geboren
- Hans Karl Rosenberg (1891–1942), Pädagoge und Professor, ab 1935 im Kirchenvorstand der Friesdorfer Kirchengemeinde
- Hans Riegel (1893–1945), Gründer des Unternehmens Haribo, in Friesdorf geboren
- Joseph Roth (1896–1945), Lehrer und Politiker, ab 1935 bis zu seinem Tode Lehrer an der Friesdorfer Volksschule, Märtyrer der Katholischen Kirche
- Johannes B. Kerner (* 1964), Moderator, in Friesdorf geboren und zur Schule gegangen

## Gewählte Stadtverordnete des Wahlkreises Friesdorf
- Wilhelm Windeck 1946–1969
- Bernhard Wimmer 1969–1975
- Herbert Offner 1975–1984
- Inge Czuidaj 1984–2014
- Alfred Giersberg 2014–2020
- Helmuth Göbel 2020–2021

bis zur nächsten Wahl 2025 vakant

## Verkehrsanbindung
Friesdorf ist durch die Buslinien 612 und 614, die vom Loki-Schmidt-Platz nach Mehlem fahren, die Buslinie 631 und die Stadtbahn-Linien 63 und 16 (Haltestelle Max-Löbner-Straße) zu erreichen.